# がんばれ!!鹿島アントラーズ
がんばれ!!鹿島アントラーズ（がんばれかしまアントラーズ）は、1993年から2013年6月24日まで茨城放送（現在のLuckyFM茨城放送）で毎週放送していた鹿島アントラーズの応援番組である。

## 概要
進行役は、番組開始当初から当時アナウンサーだった古瀬俊介が務めた（古瀬不在時は、代わりのアナウンサーが登場することもある）。
オープニングは古瀬の得点シーンの実況から始まり、テーマ音楽（SUCESSO-OBRIGADO!!ZICO-）が流れる。
前半は試合のダイジェストや選手インタビュー、後半はチームからのお知らせや、リスナーからのハガキやメールを紹介している。
以前は、アントラーズの現役選手がレポーターとして、他の選手へのインタビュー（録音したもの）を放送する、というコーナーも存在していた。またインタビューの代わりに、レポーター役の選手へスタジオから古瀬が、直接電話インタビューをすることも稀に行われた。レポーターには黒崎比差支（現在は黒崎久志）、奥野僚右らが務めた。
番組開始当初は、深夜の帯ワイド番組であるパンパカパラダイス 今夜もきかナイト!に内包される形で、毎週木曜日に放送していた。当初から扱い上は別番組であったが、事実上「パンパカパラダイス - 」の一コーナーのような形で放送しており、古瀬が「パンパカパラダイス - 」の木曜日と共に、この番組を担当していた。またこの当時は、放送時間は10分程度の番組であり、リスナーからのハガキの紹介コーナーはなかった。但し、リスナーからのハガキについては、この番組宛ではなく「パンパカパラダイス - 」宛に寄せられていた。
1994年春に「パンパカパラダイス - 」が枠移動・時間短縮したのにともない完全に独立した番組になり、放送時間も30分に拡大される。進行は古瀬が引き続いて担当した。
2013年6月24日をもって終了した。翌週の7月1日からは水戸ホーリーホックの応援番組『水戸ホーリーホックマガジン』と統合し、『Footballいばらき』にリニューアルした。

## 放送時間
- 野球シーズン期間 月曜日 18：15 - 18：45
- シーズンオフ期間 月曜日 20：00 - 20：30（2010年10月改編から。それまでは1999年まで月曜19:30 - 20:00。2000年から2003年度までは日曜19:00 - 19:30、2004年度は日曜18：30 - 19：00に放送していた）

独立してからは、野球シーズン中・オフに関わらず毎週月曜日に放送していたが、編成の関係上シーズン中は月曜日、シーズンオフは日曜日に放送した時期があった。

## エンディングテーマ
- 初代 『ANTLERS』歌:NAHKI（1993年から2000年9月まで[1]）
- 2代目『You Are My Treasure-熱き想い-』歌:ダニー石尾（2000年10月 - 最終回）